# Aeroportul Flagstaff Pulliam
Aeroportul Flagstaff Pulliam (IATA: FLG, ICAO: KFLG, FAA LID: FLG) este un aeroport din Arizona, Statele Unite ale Americii ce deservește zona Flagstaff. Aeroportul a fost tranzitat în 2019 de 239.728 de pasageri. A fost numit după zona deservită.
Situat la o altitudine de 2.138 m, aeroportul dispune de 1 pistă.

## Infrastructură

### Piste
Aeroportul dispune de o singură pistă. Pista 03/21 are suprafața de asfalt și dimensiunile 8.800 picioare × 150 picioare. 